# Alte Görlitzer Geschlechter und die Wappen derselben
Alte Görlitzer Geschlechter und die Wappen derselben (nebst einem Verzeichnis aller bisherigen Bürgermeister von Görlitz) ist ein im Jahr 1891 im Verlag Tzschaschel erschienenes Wappenbuch von Paul Fritsch über alle alten Görlitzer Geschlechter (vor 1890), worin auch die jeweiligen „Schicksale“ der einzelnen Geschlechter beschrieben sind.
Das Buch stützt sich hauptsächlich auf Christian Schäffers Tabellen (in genealogiae civium Gorl), die wiederum nicht fehlerfrei sind.
Die Vollständigkeit bezüglich der Görlitzer Familien hebt das Buch für die Görlitzer Geschichtsforschung hervor.
Des Weiteren ist ein Verzeichnis der Görlitzer Bürgermeister wiedergegeben, es sind sieben Wappentafeln enthalten.

## Ausgabe
- Alte Görlitzer Geschlechter und die Wappen derselben nebst einem Verzeichnis aller bisherigen Bürgermeister von Görlitz. Görlitz 1891. (SLUB: Volltext, Google-Books: Volltext)